# Meoneura digitata
Meoneura digitata är en tvåvingeart som beskrevs av Curtis W. Sabrosky 1959. Meoneura digitata ingår i släktet Meoneura och familjen kadaverflugor.
Artens utbredningsområde är Nebraska. Inga underarter finns listade i Catalogue of Life.